# 도쿄 지하철 07계 전동차
도쿄 지하철 07계 전동차(일본어: 東京地下鉄07系電車)는 1992년부터 운행하고 있는 도쿄 메트로 (이전 제도고속도교통영단)의 전동차이다.

## 개요

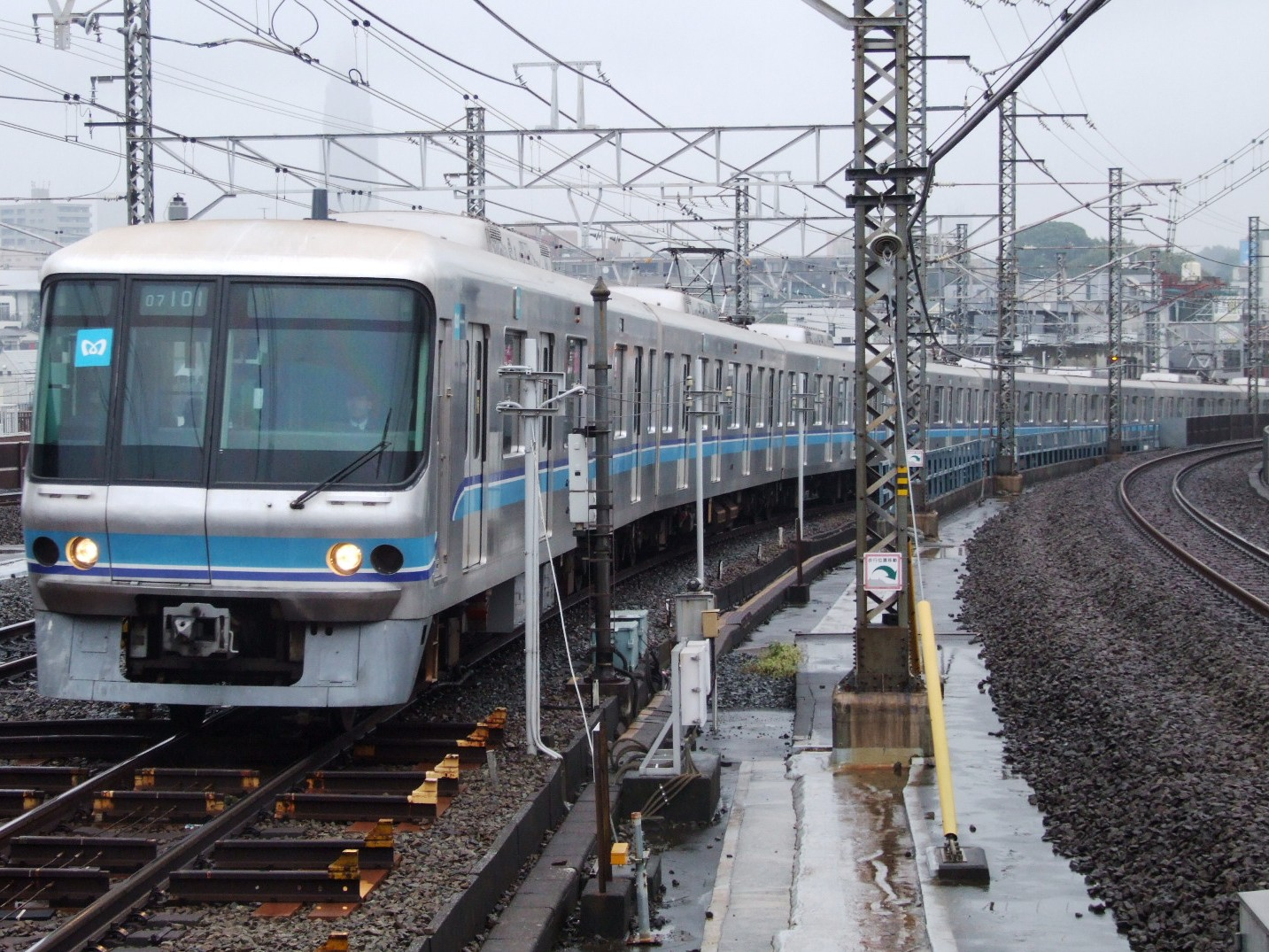
도쿄 지하철 지요다 선에서 운행하고 있는 07계 전동차

1992년에 최초로 2편성이 도입되었고 1994년에 4편성이 도입되면서 도쿄 지하철 유라쿠초 선에서 운행했다. 5000계 전동차를 교체하기 위해 2006년부터 2007년까지 도색 작업이 실시되었다. 같은 해 10월에 2편성도 도색 작업을 거쳐 2008년 12월까지 도쿄 지하철 지요다 선에서 운행하고 있다.

## 운행 노선

### 현재 운행 노선
- 도쿄 지하철 도자이 선
- 도요 고속철도
- 주오·소부 완행선

### 과거 운행 노선

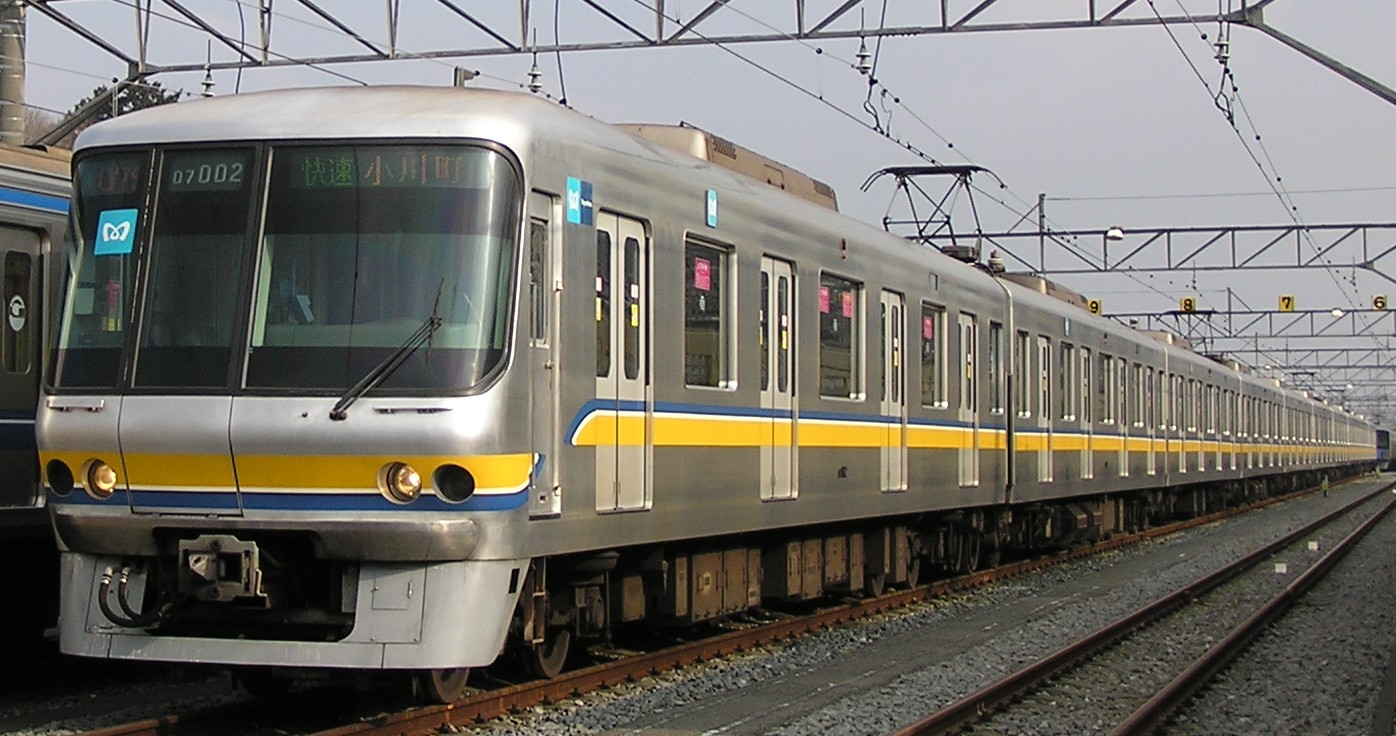
07계 유라쿠초 선 구도색

- 도쿄 지하철 유라쿠초 선
- 도쿄 지하철 지요다 선[1]

## 편성
- 도쿄 지하철 07계 전동차는 다음과 같은 편성으로 구성하고 있다.[3]

| 호차 | 1      | 2      | 3      | 4      | 5      | 6      | 7      | 8      | 9      | 10     |
| ---- | ------ | ------ | ------ | ------ | ------ | ------ | ------ | ------ | ------ | ------ |
| 명칭 | CT1    | M1     | T'     | M2     | Tc1    | Tc2    | M3     | T      | M1     | CT2    |
| 번호 | 07 101 | 07 201 | 07 301 | 07 401 | 07 501 | 07 601 | 07 701 | 07 801 | 07 901 | 07 001 |

- 2호차, 4호차, 7호차, 9호차에 팬터그래프가 존재한다.[3]

## 현황
현재 운행 중인 차량은 가독성을 높이기 위해 굵은 글씨로 표시했다.
| 차호        | 도입 시기 | 도색 변경 시기  | B수선 시기    | 운행 중단 시기 | 비고                                       |
| ----------- | --------- | --------------- | ------------- | -------------- | ------------------------------------------ |
| 07-101 편성 | 1992년    | 2007년          | 2018년~2021년 | 운행 중        | 지요다 선으로 차출되어 운행한 이력이 있다. |
| 07-102 편성 | 1992년    | 2007년          | 2018년~2021년 | 운행 중        |                                            |
| 07-103 편성 | 1994년    | 2006년 ~ 2007년 | 2018년~2021년 | 운행 중        |                                            |
| 07-104 편성 | 1994년    | 2006년 ~ 2007년 | 2018년~2021년 | 운행 중        |                                            |
| 07-105 편성 | 1994년    | 2006년 ~ 2007년 | 2018년~2021년 | 운행 중        |                                            |
| 07-106 편성 | 1994년    | 2006년 ~ 2007년 | 2018년~2021년 | 운행 중        |                                            |

## 차내 사진

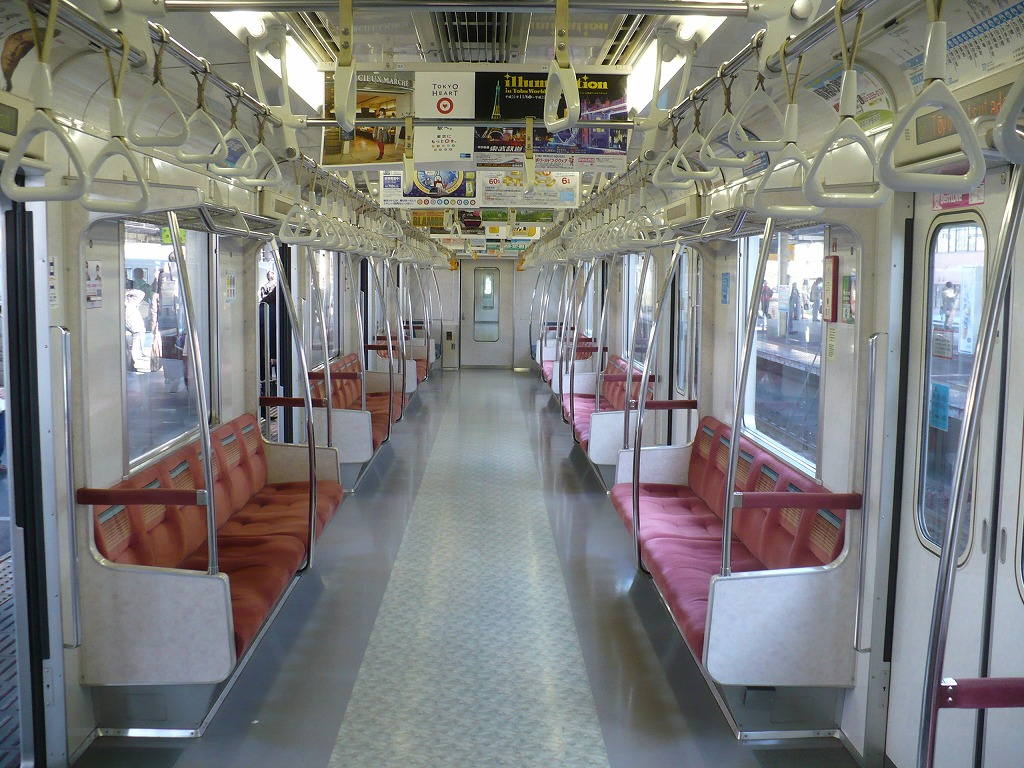
07계 실내 내부
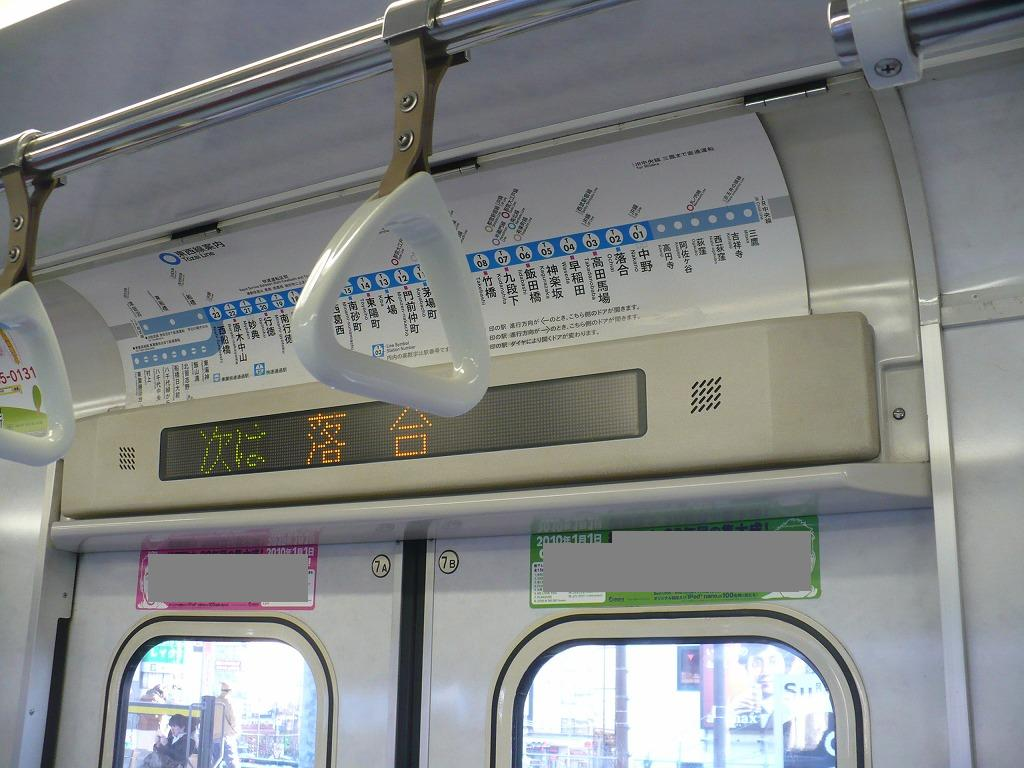
07계 LED 안내 방송 표기